# Doris Duke
Doris Duke, née le 22 novembre 1912 à New York et morte le 28 octobre 1993 à Beverly Hills, est une socialite et philanthrope américaine, journaliste, collectionneuse d’œuvres d’art et créatrice de jardins.

## Biographie

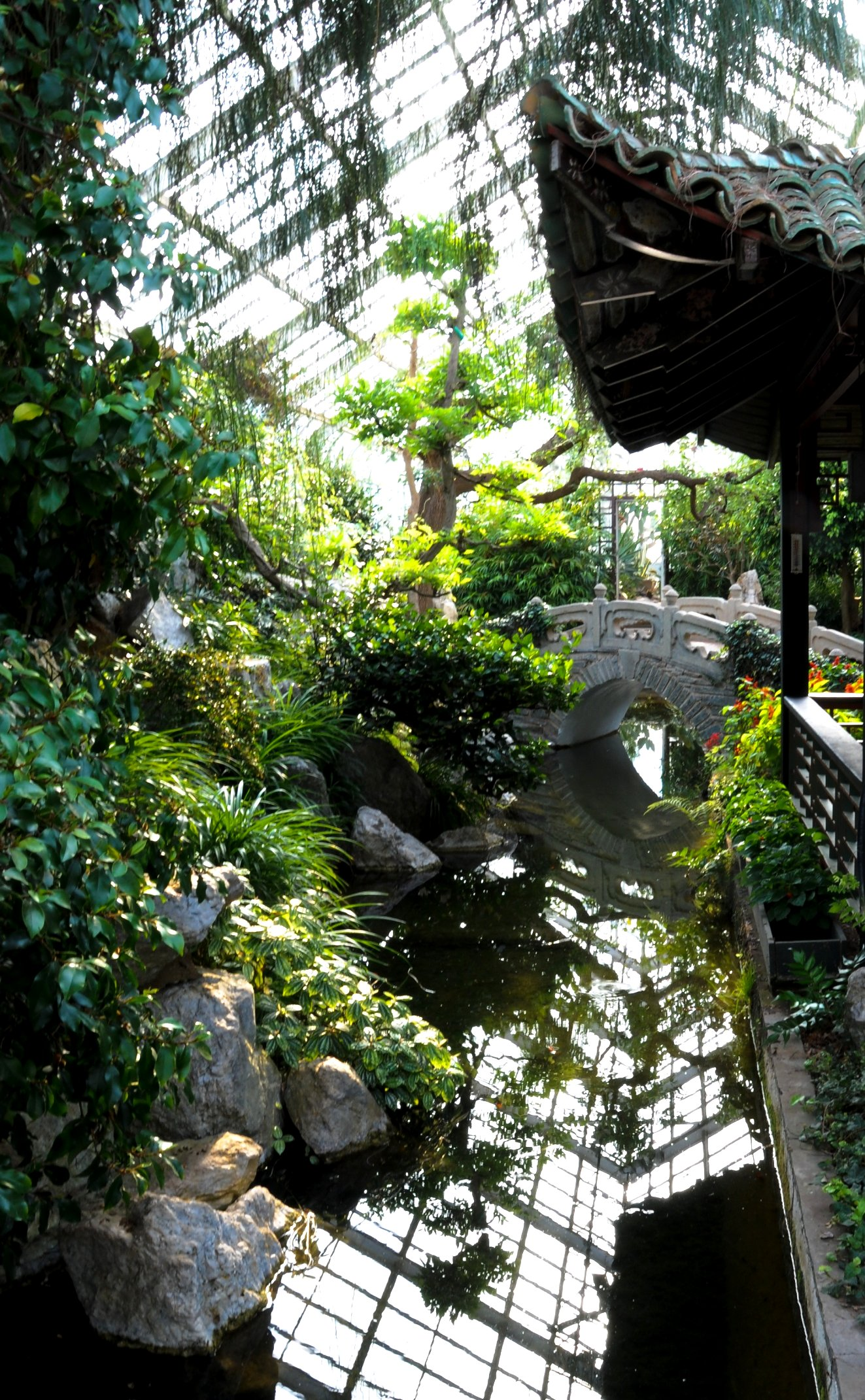
Le jardin chinois de Duke Gardens (New Jersey).

Doris Duke est l’unique enfant du milliardaire James Buchanan Duke (1856-1925), magnat de l’industrie du tabac et fondateur de l’Université Duke, et de sa seconde épouse, Nanaline Holt Inman. Elle a 12 ans quand son père décède en 1925. En 1932, sa mère décède également, et Doris Duke reprend la gestion des avoirs de la famille.
Grande voyageuse, elle rapporte de ses expéditions des plantes et des éléments de décor pour créer de nombreux jardins à thèmes aux États-Unis, tout comme elle consacre une part importante de ses activités à la protection de la nature ainsi qu’à la sauvegarde de plus de 80 bâtiments historiques à Newport (Rhode Island). Au lendemain de la Seconde Guerre mondiale, Doris Duke s’installe à Paris, où elle collabore à Harper's Bazaar. Membre de la jet set, elle est une amie proche de Louis Bromfield, d’Aimée de Heeren et d'Imelda Marcos.
Elle se marie deux fois : en 1935 avec le diplomate James H. R. Cromwell (1896-1990), dont elle divorce en 1943, et en 1947 avec le play-boy Porfirio Rubirosa (1909-1965), dont elle divorce en 1951. Elle n’a qu’un enfant, Arden (1940), une fille qui naît prématurée et ne vit que quelques heures. Le 1er janvier 1954, elle annonce son mariage avec Charles Trenet. Cette annonce restera sans suite.
Elle a créé la Doris Duke Foundation for Islamic Art, à Honolulu, qui rassemble plus de 2 500 objets.

## Décès et hommages
À la mort de Doris Duke, l’essentiel de sa fortune, estimée à 1,3 milliard de dollars, est légué à des œuvres de charité.
En 2007, La Newport Restoration Foundation lance les Doris Duke Historic Preservation Awards récompensant les projets de conservation et rénovation à Newport (Rhode Island). En 2013, la Doris Duke Artist Awards est créée pour récompenser et financer les artistes de jazz, de musique contemporaine et de théâtre.
En septembre 2015, la Duke Farms Foundation s'apprête à raser sa maison d'Hillsborough Township dans l'État du New Jersey, maison bâtie en 1893 et vide depuis la mort de Doris Duke en 1993. Une association, DORIS (Demolition of Residence is Senseless), s'est soulevée contre ce projet,. Le mois suivant, la commission de préservation de la ville historique d'Hillsborough Township valide la destruction de la maison. Ironiquement, cette destruction est financée par la Doris Duke Charitable Foundation, qui a vendu les affaires et meubles de Doris Duke aux enchères à Christie's en 2003. La fondation a expliqué que la préservation de la maison ne faisait pas partie des souhaits exprimés dans les héritages de la famille Duke, mais cette affirmation a été réfutée par l'apport d'un document daté de 1987, une demande d'inscription de la propriété au Registre national des lieux historiques.

## Dans la culture populaire
Doris Duke a fait l’objet de plusieurs biographies, dont l’ouvrage de Stephanie Mansfield, The Richest Girl in The World (Putnam, 1994). En 1999, ce livre a été adapté par John Erman en un téléfilm de 4 heures intitulé La Vie secrète d'une milliardaire (Too Rich: The Secret Life of Doris Duke), avec Lauren Bacall dans le rôle de Doris Duke et Richard Chamberlain dans celui de Bernard Lafferty, son majordome et exécuteur testamentaire.
En 2007, HBO a diffusé Bernard et Doris (Bernard and Doris), un téléfilm réalisé par Bob Balaban, avec Susan Sarandon dans le rôle de Doris Duke et Ralph Fiennes dans celui de Bernard Lafferty.
En 2014, le personnage de Gloria Mott, interprétée par Frances Conroy, se déguise en Doris Duke pour Halloween dans l’épisode 3 de la saison 4 d'American Horror Story : The Freak Show.